# Ван-Бьюрен (округ, Айова)
Ван-Бью́рен (англ. Van Buren County) — округ в США, штате Айова. На 2000 год численность населения составляла 7809 человек. По оценке бюро переписи населения США в 2009 году население округа составляло 7679 человек. Окружным центром является город Киосокуа.

## История
Округ Ван-Бьюрен был сформирован в 7 декабря 1836 года.

## География
Согласно данным Бюро переписи населения США площадь округа Ван-Бьюрен составляет 1255 км².

### Основные шоссе
- Автострада 1
- Автострада 2
- Автострада 16
- Автострада 98

### Соседние округа
- Джефферсон (север)
- Генри (северо-восток)
- Ли (восток)
- Кларк (штат Миссури; юго-восток)
- Скотленд (штат Миссури; юго-запад)
- Дейвис (запад)

## Демография
По данным переписи населения 2000 года в округе проживало 7809 жителей. Среди них 23,4 % составляли дети до 18 лет, 19,5 % люди возрастом более 65 лет. 49,9 % населения составляли женщины.
Национальный состав был следующим: 98,4 % белых, 0,1 % афроамериканцев, 0,2 % представителей коренных народов, 0,5 % азиатов, 1,2 % латиноамериканцев. 0,8 % населения являлись представителями двух или более рас.
Средний доход на душу населения в округе составлял $15748. 14,3 % населения имело доход ниже прожиточного минимума. Средний доход на домохозяйство составлял $38207.
Также 82,7 % взрослого населения имело законченное среднее образование, а 11,8 % имело высшее образование.